# 2031
L'any 2031 (MMXXXI) serà un any comú començat en dimecres del calendari Gregorià
(Lletra Dominical E), el 2031è any de l'Era Comuna o Era Cristiana (CE), el 31è any del 3r mil·lenni i del segle xxi, i el segon any de la dècada de 2030.

## Esdeveniments pronosticats

### Maig
- 7 de maig Eclipsi penombràtic de Lluna visible a Amèrica, Europa i Àfrica.[1]
- 21 de maig Eclipsi anular de sol, serà vist des d'Angola, Congo, Zambia, Tanzania, sud d'Índia, Malasia i Indonesia. Serà parcial a zones d'Àfrica, sud d'Àsia i Australia.[1]

### Juny
- 5 de juny - Eclipsi penombràtic de Lluna visible a l'est d'Àsia, Austràlia, Pacífic i l'oest d'Amèrica.[1]

### Octubre
- 30 d'octubre Eclipsi penombràtic de Lluna visible a l'est d'Àsia i Austràlia, Amèrica i oest d'Europa.[1]

### Novembre
- 14 de novembre Eclipsi mixt de Sol visible a Panamà i a algunes zones del Pacífic. Es veurà com a eclipsi parcial al sud dels Estats Units, Amèrica central i el nord-est de Sud-amèrica.[2]

## Naixements
Països Catalans
Resta del món

## Necrològiques
Països Catalans
Resta del món

## Ficció

### Llibres
- A Magic Tree House 8, de Mary Pope Osborne, Jack i Annie viatgen a la lluna l'any 2031.

### Còmics
- A Judge Dredd, és fundada l'extensió de Mega-City One.

### Ordinador i videojocs
- A Deus Ex, Utah anuncia el seu intent de secessió dels EUA durant 2031.
- Els esdeveniments de MindJack tenen lloc enguany.
- Els esdeveniments de Shadowrun tenen lloc enguany.

### Pel·lícules
- A Heavy Metal, el fragment de Harry Canyon se situa el 3 de juliol de 2031.
- Snowpiercer se situa l'any 2031.[3]

### Música
- A la cançó de Warrant, April 2031 la banda fa referència al fet que la guerra nuclear ha alterat molt la Terra.[4]

### Televisió
- Blue Gender (anime) (1999–2000).[5]
- Time Trumpet (2006–2008).[6]
- A Cursa a Mart, una mini sèrie de televisió de 2007 la primera missió tripulada a Mart arriba l'any 2031.